# Simon Robič
Simon Robič, slovenski prirodoslovec in duhovnik, * 11. februar 1824, Kranjska Gora, † 7. marec 1897, Šenturška Gora.
Rodil se je kmetoma Jakobu Robiču in Heleni Möntrel. Kot kaplan je služboval v različnih gorenjskih krajih, nazadnje pa kot upravitelj župnije v Šenturški gori, kjer je tudi umrl. Med šolanjem na ljubljanski gimnaziji ga je botanik Franc Hladnik navdušil za prirodopis. Zbiral in opisoval je rastline, žuželke in druge členonožce, polže ter kamnine, ki jih je pošiljal tudi drugim raziskovalcem in objavljal svoja odkritja v različnih strokovnih publikacijah.